# Unione Sportiva Mestrina 1960-1961
Questa voce raccoglie le informazioni riguardanti l'Unione Sportiva Mestrina nelle competizioni ufficiali della stagione 1960-1961.

## Rosa
| N. |                   | Ruolo | Calciatore          |
| -- | ----------------- | ----- | ------------------- |
|    | Italia (bandiera) | D     | Paolo Ambrosini     |
|    | Italia (bandiera) | A     | Angelo Bellemo      |
|    | Italia (bandiera) | A     | Antonio Berto       |
|    | Italia (bandiera) | C     | Rino Bon            |
|    | Italia (bandiera) |       | Busso               |
|    | Italia (bandiera) | D     | Danilo Campanarin   |
|    | Italia (bandiera) | C     | Carlo Ceserato      |
|    | Italia (bandiera) | D     | Giorgio Costantini  |
|    | Italia (bandiera) | C     | Paolo Ferrari       |
|    | Italia (bandiera) | A     | Alfredo Fin         |
|    | Italia (bandiera) | A     | Giuseppe Galtarossa |

| N. |                   | Ruolo | Calciatore        |
| -- | ----------------- | ----- | ----------------- |
|    | Italia (bandiera) |       | Gatto             |
|    | Italia (bandiera) | C     | Gianni Hocevar    |
|    | Italia (bandiera) | P     | Mario Liberalato  |
|    | Italia (bandiera) | C     | Romano Mialich    |
|    | Italia (bandiera) |       | Piccinini         |
|    | Italia (bandiera) | P     | Francesco Rettore |
|    | Italia (bandiera) | C     | Mario Silvestri   |
|    | Italia (bandiera) | A     | Gidone Tedesco    |
|    | Italia (bandiera) | A     | Paolo Veronese    |
|    | Italia (bandiera) | A     | William Zagatti   |